# Liste der größten Unternehmen im Libanon
Die Liste der größten Unternehmen im Libanon enthält die vom Forbes Magazine in der Liste Forbes Global 2000 veröffentlichten größten börsennotierten Unternehmen im Libanon. 
Die Rangfolge der jährlich erscheinenden Liste der 2000 größten börsennotierten Unternehmen der Welt errechnet sich aus einer Kombination von Umsatz, Nettogewinn, Aktiva und Marktwert. Dabei wurden die Platzierungen der Unternehmen in den gleich gewichteten Kategorien zu einem Rang zusammengezählt. In der Tabelle aufgeführt sind auch der Hauptsitz und die Branche. Die Zahlen sind in Milliarden US-Dollar angegeben und beziehen sich auf das Geschäftsjahr 2009, für den Marktwert auf den Börsenkurs vom 1. März 2010.
| Rang | Forbes 2000 | Vorjahr (2008) | Name                   | Hauptsitz | Umsatz (Mrd. $) | Gewinn (Mrd. $) | Aktiva (Mrd. $) | Marktwert (Mrd. $) | Branche                     |
| ---- | ----------- | -------------- | ---------------------- | --------- | --------------- | --------------- | --------------- | ------------------ | --------------------------- |
| 1.   | 1365.       | ▲neu           | Bank Audi              | Beirut    | 1,60            | 0,28            | 26,58           | 2,97               | Banken                      |
| 2.   | 1421.       | ▲neu           | Blom Bank              | Beirut    | 1,33            | 0,29            | 20,79           | 1,94               | Banken                      |
|      |             |                | Flying Carpet Airlines | Beirut    |                 |                 |                 |                    | Fluggesellschaften          |
|      |             |                | Middle East Airlines   | Beirut    |                 |                 |                 |                    | Fluggesellschaften          |
|      |             |                | Secure Plus            | Beirut    |                 |                 |                 | 3.000              | Sicherheitsdienstleistungen |